# Лучано Лигабуе
Лучано Рикардо Лигабуе (на италиански: Luciano Riccardo Ligabue), известен като Лигабуе (Ligabue; * 13 март 1960 в Кореджо, Италия) е италиански певец, автор на песни, китарист, режисьор, писател, сценарист и музикален продуцент. 
Той е един от най-успешните съвременни италиански изпълнители и има два плакета Тенко, Награда „Тенко“, Награда „Думите на музиката“ и Награда „Лунеция“ за музикално-литературната стойност на албума си Miss Mondo. Със 165 264 зрители на Камповоло в Реджо Емилия през 2005 г. той държи европейския рекорд за зрители, плащащи за концерт на изпълнител – рекорд, който пази 12 години.
За повече от 30 години кариера печели повече от 60 награди за музикалната си дейност, 5 награди за писателската си дейност и 12 отличия за кинематографската си дейност.
Към 2020 г. има 13 студийни албума, 5 концертни албума и 3 сборни албума.

## Биография
Лучано Лигабуе е роден на 13 март 1960 г. в град  Кореджо (Провинция Реджо Емилия) като първороден син на Джовани Лигабуе и Рина Йоти. Баща му умира през 2001 г. и той му посвещава песента Tu che conosci il cielo („Ти, който познаваш небето“). Има един по-малък брат, Марко. Внук е на Марчело Лигабуе (1897-1972), герой от Италианската съпротива.
След като се дипломира като счетоводител, упражнява най-различни професии: земеделски работник и работник във фабрика, след това счетоводител, радиоводещ в градското радио (Радио Атива), търговец, промоутър, футболист (в по-долните лиги) и общински съветник в Кореджо (избран като независим в листите на Италианската комунистическа партия). Футболен фен, той винаги е декларирал, че е фен на ФК „Интер“.

## Музикална кариера

### Дебют и първи успехи
През 1978 г. Лигабуе пише първия си сингъл Cento lampioni („Сто лампиона“), който обаче никога не е издаден. През 1986 г. основава заедно с няколко приятели аматьорската музикална група Орадзеро (Orazero), която носи името си от една от неговите песни и с която участва в различни провинциални и национални конкурси от 1987 г. с авторски песни като Sogni di rock 'n' roll („Мечти за рокендрол“), Anime in plexiglass („Души в плексиглас“), Sarà un bel souvenir („Ще бъде хубав сувенир“), Bar Mario („Кафене „Марио““) и Figlio d'un cane („Кучи син“).
Първата „официална“ негова песен е от 1988 г., когато записва, заедно с Орадзеро, Anime in plexiglass / Bar Mario. Сингълът излиза след победата в местния музикален конкурс за групи Terremoto Rock, базирани в Реджо Емилия.

Лигабуе е открит от италианския певец и автор на песни Пиеранджело Бертоли, който включва песента му Sogni di rock 'n' roll в албума си Tra me e me през 1988 г., а през 1989 г. включва песента му Figlio di un cane в албума си Sedia elettrica. През 1989 г. Бертоли предлага на своя продуцент Анджело Карара да запише албума на Лигабуе – едноименния Ligabue, излязъл май 1990 г. и  първоначално озаглавен ...E non è obbligatorio essere eroi („И не е задължително да сме герои“). За да направи първия си албум, Лигабуе използва сътрудничеството на новата си група Клан Дестино (Clan Destino), която се погрижва за аранжимента на песните заедно с него и е до него на концертите и в следващата му работа в звукозаписното студио. През същата година певецът участва във Фестивалбар 1990 с парчето Balliamo sul mondo, получавайки Зеления диск – награда за най-добър изгряващ певец на фестивала. През юни стартира турнето си Neverending Tour.
През септември 1991 г. издаването на втория албум на певеца, Lambrusco coltelli rose & pop corn („Ламбруско, ножове, рози и пуканки“), повтаря успеха на дебютния му албум, и е воден от сингли като Libera nos a malo („Освободи ни от злото“) и Urlando contro il cielo („Викайки срещу небето“).
През юли 1992 г. Лигабуе участва за първи път в Джаз фестивала в Монтрьо. През същата година започва сътрудничеството си с Клуб „Тенко“, основан през 1972 г. за подкрепа на авторовата песен, за който участва в някои публикации и записва песента Variazioni su temi tzigani („Вариации на цигански теми“) в почит към Владимир Висоцки. Първата му изява като продуцент е от същия период – песента Male non farà от албума Storie per vivere на изгряващата група Тимория. Групата е подгряваща на концертите му през цялата година. 
На 14 ноември се провежда първата среща на фен клуба му в Реджо Емилия, с гост Дзукеро.

### Криза (1993 – 1994)
Третият албум на Лигабуе, Sopravvissuti e sopravviventi („Оцелели и оцеляващи“), излиза през 1993 г. и отново е записан с групата му Клан Дестино. Този албум, с по-високо качество на запис от предишните, цели окончателно да наложи певеца. Албумът обаче не е толкова оценен като предишните, особено от радиото, за което е извлечен само сингълът Ho messo via („Сложих настрана“). Също така поради по-интимните и неясни теми са засегнати и продажбите. Впоследствие преоценен от феновете, току-що излезлият албум предизвиква у автора критичен период, след който той скъсва с продуцента и с групата.
През 1994 г. рокаджията пуска своя четвърти албум A che ora è la fine del mondo? („Колко часа е краят на света?“) с 8 парчета. Началната песен е кавър на It's the End of the World as We Know It (And I Feel Fine) на Ар И Ем, която става песента A che ora è la fine del mondo? с текст, който напомня за ролята на телевизията в живота на хората, вдъхновен от изборната победа на тогавашния президент на Фининвест Силвио Берлускони. Другите песни са стари B-страни: двете версии на Gringo ('91 и '94), L'han detto anche gli Stones („Казаха го и Стоунс“), изпети с бъдещата известна група Негрита, и баладата Male non farà („Няма да навреди“), написана от Лигабуе, но вече записана от група Тимория. Тук влизат и Fuoritempo („Извънредно“), също написана от него, но вече записана от група Rats, концертната версия на Urlando contro il cielo и Cerca nel cuore („Потърси в сърцето“), написана заедно с тогавашния кийбордист на Клан Дестино Джанфранко Форначари.
През същата година, заедно с Валерио Соаве, певецът основава лейбъла Мескал, който по-късно става един от най-активните на италианската рок сцена, продуцирайки първите песни на Ла Крус, Масимо Волуме, Модена Сити Рамблърс и Стефано Белуци. 

### Повратна точка и първо турне на стадиони (1995 – 1997)
Повратната точка в кариерата на Лигабуе идва през 1995 г. с публикуването на Buon compleanno Elvis („Честит рожден ден, Елвис“) – албумът, който го популяризира на италианската музикална сцена. Почти всички парчета от албума, който представя звучене много близко до рокендрол в американски стил, стават класика в неговия репертоар и пробиват сред младата публика в Италия, като се започне с Vivo, morto o X („Жив, мъртъв или X“) и Hai un momento, Dio? („Имаш ли един момент, Боже?“), преминавайки през Leggero („Лек“) до Certe notte („Определени нощи“) – носител на Плакет „Тенко“ като най-добра песен на годината. Албумът, смятан от повечето за композиционния връх на изпълнителя, се продава в над 1 200 000 копия, печели Европейския платинен диск на IFPI (Международна федерация на звукозаписната индустрия) и три награди на тогавашната Италианска музикална награда PIM.
През 1996 г. Лигабуе участва в Павароти и приятели с необичайна версия на песента си Certe notti в дует с Лучано Павароти. През същата година е второто му участие на Джаз фестивала в Монтрьо, този път със специален гост бившият член на Ролинг Стоунс Мик Тейлър, с когото изпълнява и няколко кавъра.
Златният момент на певеца продължава през 1997 г. с издаването на Su e giù da un palco („Нагоре и надолу по сцената“) – двоен концертен албум с добавяне на три оригинални песни: Il giorno di dolore che uno ha („Денят на болката, която има човек“) (на диск 1), Tra palco e realtà („Между сцената и реалността“) и Ultimo tango a Memphis („Последно танго в Мемфис“) – кавър на песента Suspicious Minds на Елвис Пресли (на диск 2). Също така този албум през 2006 г. преодолява 1 млн. продадени копия и е първият италиански концерт на живо, който постига този резултат.
През лятото на същата година Лигабуе провежда първото си турне на стадион – Il Bar Mario è aperto („Кафене „Марио“ е отворено“), като първата му спирка е Стадион „Дузепе Меаца“ в Милано.

### Дебют на голям екран със саундтракаRadiofreccia(1998)
През 1998 г. Лигабуе издава саундтрака на първия си филм като режисьор – Radiofreccia, съдържащ наред с други Ho perso le parole („Изгубих думите“), Metti in circolo il tuo amore („Задействай любовта си“) и Siamo in onda („Излъчват ни“). Вторият диск на албума е колекция от чужди песни, включени във филма, на изпълнители като Дейвид Боуи, Иги Поп, Лу Рийд, Линърд Скинърд, представляващи музикалният фон и източникът на вдъхновение за певеца, заедно с певци-автори на песни като Боб Дилън и Нийл Йънг.

### ПесенIl mio nome è mai piùи албумMiss Mondo(1999)
През 1999 г., заедно с Джованоти и Пиеро Пелу, Лигабуе записва Il mio nome è mai più („Моето име е Никога повече“) – пацифистка песен, от която е продуциран сингъл, приходите от който отиват за благотворителност: тримата се подписват като LigaJovaPelù. Публиката и критиците са разделени на тези, които аплодират инициативата, и тези, които вместо това наблягат на реториката и предполагаемия антиамериканизъм на парчето и приложеното видео, което въпреки това е най-продаваното за годината в Италия.
През същата година излиза шестият албум на певеца Miss Mondo („Мис Свят“), четири години след албума му Buon compleanno Elvis. Тази творба представя някои нови идеи, като се започне от аранжиментите и се стигне до текстовете, които изоставят структурата на „история“ и се целят право в личното разочарование на твореца, който се пита какво се случва около него. Този албум е успешен и благодарение на автобиографичното парче Una vita da mediano („Живот на [футболен] защитник“) и на парчетата Si viene e si va („Идваме и си тръгваме“) и Almeno credo („Поне така мисля“). Видеото на последната песен заема известен минифилм на Боб Дилън Subterranean homesick blues, записан със сътрудничеството и участието на много италиански изпълнители, включително писателката Фернанда Пивано.
Също през 1999 г. певецът свири в Дъблин, пред международна публика, на Европейските музикални награди на Ем Ти Ви, пеейки L'odore del sesso („Миризмата на секса“) от албума,си Miss Mondo.

### Начало на 2000-те г.
През 2000 г. Лигабуе пише песен заедно с Франческо Гучини (участвал вече в саундтрака Radiofreccia), озаглавена Ho ancora la forza („Все още имам силата“). Тя е включено в албума на Гучини Stagioni и е наградена с Плакет „Тенко“ като най-добра песен на годината. Тази песен, която първоначално се появява само в акустична версия на CD-то за фен клуба, след това е взета от самия Лигабуе, който я променя в някои строфи и я записва като оригинална песен за компилацията си Secondo Tempo („Второ полувреме“) през 2008 г. 

През същата година е награден с престижната награда „Телегато“ като най-добър изпълнител на годината в конкурса „Гласувай за гласа“ и с Наградата „Лунеция“ за песента L'odore del sesso.
През 2000 г. излиза албумът Barones на Тенорес ди Неонели, в който Лигабуе пее на сардински заедно с Анджело Брандуарди в песента Ai cuddos.
Първият му албум от новото хилядолетие Fuori come va? („Навън как е?“) от 2002 г. следва много от музикалните пътища от предходните години и вижда завръщането към началата на певеца. Благодарение на синглите Tutti vogliono viaggiare in prima („Всички искат да пътуват в първа класа“), Questa è la mia vita („Това е моят живот“) и Eri bellissima („Беше прекрасна“) певецът печели Фестивалбар през 2002 г. и получава няколко награди (за най-добър мъжки изпълнител, за най-добър албум и за най-добро турне) на изданието на Италианските музикални награди, организирано от FIMI.
През 2003 г. той издава втория си концертен албум Giro d'Italia („Обиколката на Италия“), записан по време на театралното му турне, което прави със своите музиканти, Мауро Пагани и D. Rad от група Алмамегрета. Дискът представя полуакустична реинтерпретация на голяма част от репертоара на изпълнителя, високо оценена от слушатели и критици. Албумът е отличен с Награда „Чампи“ като най-добър албум на годината в Италия. Излиза и ограничена версия на албума в 50 000 копия плюс още 10 000 отпечатани след една година с трети бонус диск, който съдържа различни песни, четения и монолог.

### Първи концерт на Камповоло и албумNome e cognome(2005 – 2006)
На 10 септември 2005 г., за да отпразнува 15 години кариера и за да се завърне на сцената след отсъствие от около 2,5 години (с изключение на участието в Live8 в Циркус Максимус в Рим на 2 юли 2005 г.), Лигабуе пее на Камповоло в Реджо Емилия пред 165 264 зрители. По онова време това е европейският рекорд за платен концерт на изпълнител. На четири различни сцени той се изявява почти три часа заедно с Ла Банда (групата, която свири с него от Buon compleanno Elvis), с Клан Дестино и с Мауро Пагани. Поради аудио проблеми в близост до една от 4-те ложи няколко хиляди зрители решават да напуснат концерта преждевременно. Няколко дни по-късно изпълнителят изпраща извинително писмо до феновете чрез своя портал Ligachannel.
Осмият му студиен албум, някои песни от който са представени на концерта-събитие на Камповоло, е озаглавен Nome e cognome („Име и фамилия“) и излиза на 16 септември същата година. Той предлага текстове в „интимно“ звучене, докато музикално звучи много близо до англосаксонския рок. В него има песни като Il giorno dei giorni („Денят на дните“), L'amore conta („Любовта има значение“), Le donne lo sanno („Жените го знаят“), Cosa vuoi che sia („Какво искаш да е“) и Happy hour, с които Лигабуе печели Фестивалбар 2006 и които са избрани от Водафон за реклами от следващото лято.
На 7 февруари 2006 г. той започва новото си турне, разделено на четири части: през февруари е в клубове и за да пресъздаде атмосферата от началото, той е придружен от Клан Дестино, през март е в спортните зали с Ла Банда, през лятото – по стадионите и с двете групи, а през октомври се завръща в театрите с част от Ла Банда, с Мауро Пагани и с Джовани Алеви като гост на някои дати. За да разкаже историята на това изживяване, излиза Nome e cognome tour 2006 – бокс-сет от пет DVD диска, който съдържа запис на един концерт за всеки етап от турнето и допълнително специално съдържание.
През март 2006 г. Лигабуе участва в Церемонията по откриването на IX зимни параолимпийски игри в Торино 2006 г., където изпълнява песента си Il Giorno dei Giorni, излъчена международно.
На 20 октомври 2006 г. той издава песента Gli ostacoli del cuore („Пречките на сърцето“), написана от него специално за Елиза, с която прави дует във финалната ѝ част„ песента е използвана като първи сингъл, извлечен от албума на Елиза Soundtrack '96 -'06. Той режисира и видеоклипа на тази песен и също така се появява в него заедно със самата певица. През ноември получава Награда „Чампи“ за втори път.

### Сборен хит албумPrimo tempo
През септември 2007 г. Лигабуе обявява завръщането си в спортните зали с турнето ElleSette: 7 концерта в Спорната палата на Рим през ноември и още 7 на Медиоланум Форум в Асаго до Милано през декември. На 16 ноември излиза първата част от сборния му албум с хитове Primo tempo („Първо полувреме“). Албумът се изстрелва директно на върха на класациите в Италия. Съдържа 16 хита от периода 1990-1995 г., както и двете оригинални песни Niente paura („Без страх“) и Buonanotte all'Italia („Лека нощ на Италия“), както и DVD, което събира всичките му видеоклипове от периода.
През април 2008 г. стартира турнето си European Tour/08 в клубовете на големите европейски градове. По повод на това турне и на албума си с хитове новият продуцент Корадо Рустичи решава да опресни групата, като заменя двама нейни членове въпреки нежеланието на певеца. През лятото на 2009 г. той повтаря европейското преживяване, с по-малко дати и в по-големи пространства, включително в престижната Олимпия в Париж.
На 30 май излиза хит компилацията му Secondo tempo („Второ полувреме“), базирана на музикалната му продукция от 1997 до 2005 г. Първият сингъл от нея, Il centro del mondo („Центърът на света“), се прибавя към другите две оригинални песни – Ho ancora la forza („Имам още силата“), написана с Франческо Гучини през 2000 г., и Il mio pensiero („Моята мисъл“). Също така по този случай има и DVD с видеоклипове, направени през същия период от време.
През лятото на 2008 г. Лигабуе стартира новото си турне ElleElle Stadi 2008 с осем концерта в седем различни града на Италия, докато между септември и октомври свири на Арена ди Верона на седем дати заедно със 70-те члена на Симфоничния оркестър на Арената под диригентството на маестро Марко Сабиу. От тези концерти е взет концертният му албум Sette notti in Arena („Седем нощи на Арената“), издаден на 5 юни 2009 г., съдържащ DVD с видеозаписи от целия концерт и CD само с песните, които Лигабуе пее в съпровод на оркестъра.
След успеха от предходната година певецът повтаря опита си на Арена ди Верона и през 2009 г.; след ново пролетно турне в големите европейски клубове от 19 септември до 4 октомври, той има десет дати на Арената. Първите два концерта са "Solo Rock'n'roll", за изпълнение с Лигабуе има само група за чисто рок шоу без „мултимедийни инфраструктури“ Част от приходите са дарени за благотворителност за земетресението в Акуила. На следващите осем дати (тази част от турнето е преименувана на Sette Notti in the Arena... non bastano) той изпълнява в съпровод, както през 2008 г., с Оркестъра на Арена ди Верона под диригентството на Марко Сабиу.

### АлбумArrivederci, mostro!, завръщане на Камповоло и други проекти (2010 – 2012)
През януари 2010 г. певецът разкрива на феновете си, че работи по нов албум, който води до турне по стадионите. Излизането му е на 11 май 2010 г., на същия ден, в който е издаден първият му албум Ligabue 20 години по-рано.
На 15 април 2010 г. се провежда Денят на Лигабуе, преименуван на Денят на Лига. Над 100 кина в цяла Италия излъчват концерта на Лигабуе на живо на Олимпийския стадион в Рим през 2008 г. Излъчването е предшествано от пряко предаване през сателит с унифицирани екрани, в което певецът дава интервю на своите фенове и прави премиера на новия си сингъл Un colpo all'anima („Удар по душата“), който е в радио ротация от следващия ден и е част от новият си албум Arrivederci, mostro! („Довиждане, чудовище!“). На обложката на албума е снимката на Ерик Йохансон Fishy Island.
По случай 50-ия рожден ден на певеца на 13 март 2010 г. е публикуван текстът на Nel tempo („Във времето“) – парче от новия му албум.
Няколко часа след издаването на албума първият сингъл от него, Un colpo all'anima, влиза директно на върха на италианската класация за най-продавани песни онлайн в Ай Тюнс и дебютира на първа позиция в официалния класация на FIMI за сингли. Новият албум моментално стига до върха на италианските класации за албуми в магазините и за дигитално сваляне, и остава на първо и на второ място в продължение на много седмици.
Новото турне Ligabue: Stadi 2010 стартира на 9 юли. Лятното турне приключва на 18 септември след три концерта в Палаолимпико в Торино. В останалите спортни зали зимното турне се провежда през декември.
На 30 ноември 2010 г. излиза бокс-сетът Arrivederci, mostro! (Tutte le facce del mostro), съдържащ освен оригиналната версия на албума и акустично издание на същите песни и концертно DVD, обхващащо първата част от турнето, с песен за всеки посетен град. След издаването на акустичната версия на албума и някои намеци за театрално турне, датите на новото турне на певеца са обявени на 14 декември: във всеки посетен град между януари и март 2011 г. има един или повече концерта, всяка вечер в различен театър.
След края на турнето през март 2011 г. и след новия Ден на Лигабуе на 23 март 2011 г., певецът решава да изпълня на един концерт до края на годината, завръщайки се на Камповоло в Реджо Емилия на 16 юли, шест години след премиерата си там. Новият концерт е наречен Campovolo 2.0. По този повод концертната зона е създадена за ограничен брой зрители до 117 060 души, за да се избегнат технически проблеми и за да се улесни притокът и отливът на публика. В случая е поставена само една сцена, дълга 80 метра и оборудвана с 600 m² гигантски екрани. Има и зона за поставяне на палатки за през нощта, огромен паркинг и място, специално създадено за феновете: LigaVillage. От концерта са направени албумът Campovolo 2.011, пуснат на 22 ноември 2011 г., и 3D филм, излязъл по италианските кина на 7 декември.
Седмицата след концерта Campovolo 2.0, 14 албума на Лигабуе влизат в класацията за албуми на FIMI, пет от които на първите 15 места. Междувременно в DVD класацията 3 от неговите DVD-та са в Топ 10.
На 21 ноември по всички италиански радиа е пуснат Ora e allora („Сега и тогава“) – сингъл, който предшества издаването на концертния му албум Campovolo 2.011, пуснат на 22 ноември както в традиционните магазини (във версия на 3 CD), така и в дигиталните магазини, и на 6 декември на 4 LP-та. Албумът дебютира директно на върха на Класацията на FIMI и съдържа три оригинални песни: M'abituerò („Ще привикна“), Sotto bombardamento („Под бомбардировка“) и Ora e poi („Сега и после“), всички извлечени като сингли, първите две от които са изпълнени на Камповоло.
През юни 2012 г. Лигабуе решава да се присъедини към Концерта за Емилия заедно с 16 италиански изпълнителя, който се провежда на стадион „Ренато Дал'Ара“ в Болоня на 25 юни за набиране на средства за подпомагане на населението, засегнато от земетресението в Емилия-Романя. Той също така е един от организаторите на мега благотворителния концерт Италия обича Емилия на 22 септември 2012 г. на Камповоло в Реджо Емилия, в който участват много от най-важните италиански изпълнители.
През май и юли 2012 г. Лигабуе прави кратко турне, състоящо се от 5 дати: 25 май в Лондон, 5 юли в Локарно, 7 юли в Чивидале дел Фриули, 17 юли в Таормина и 20 юли в Неапол. Тези пет дати са възможност да се извадят някои песни, които не са изпълнявани от години, като: Almeno credo, A.A.A. Qualcuno cercasi, Lo zoo è qui, Miss mondo '99, Il campo delle lucciole, Nato per me, Hai un momento, Dio?, Freddo cane in questa palude и Angelo della nebbia.

### АлбумиMondovisioneиGiro del Mondo(2013 – 2015)
На 16, 17, 19, 20, 22 и 23 септември 2013 г. Лигабуе изнася концерт на живо на Арена ди Верона, както и обявява издаването на новия си албум с оригинални песни и на турне по стадионите за 2014 г. След като вече обявява списъка с песни през юли, албумът му Mondovisione излиза на 26 ноември 2013 г.. Той е предшестван от сингъла Il sale della Terra („Солта на земята“), издаден на 5 септември, последван от Tu sei lei („Ти си нея“), представен 2 дни преди представянето на албума по време на телевизионното шоу Che tempo che fa. Албумът дебютира на първа позиция в класацията на FIMI, където се задържа 4 последователни седмици, достигайки 7 платинени диска за над 350 хил. продадени копия.
Междувременно певецът участва като специален гост на Фестивала на италианската песен в Санремо 2014, откривайки фестивала с кавъра на Crêuza de mä в знак на почит към Фабрицио Де Андре и изпълнявайки през последната вечер с четири песни от своя репертоар: Certe notti, Il giorno di dolore che uno ha, Il sale della terra и Per sempre.
На 5 март 2014 г. Лигабуе обявява турнето си Mondovisione Tour, разделено на две фази: в малките градове и по стадионите. На 27 март турнето стартира от Кореджо. Приемайки поканата, получена от община Реджо Емилия, той композира 3 инструментални парчета: Edison, Di passaggio и Sotto il cielo di Reggio, вдъхновени и посветени на новата Музейна палата, проектирана от арх. Итало Рота, които служат като акомпанимент на посетителите, на които е посветен специален раздел като „акустична инсталация“. След турнето в малките градове на 30 май започва това по стадионите и е разпродадено още от първите етапи в Рим, Милано и Катания. Освен това през лятото започват да се разпространяват новини за възможното му сътрудничество с Франческо Де Грегори в песен, която впослествие е включена в новия албум на Де Грегори Vivavoce, издаден през есента. Новината се потвърждава в началото на септември, когато в специалното предаване за Лигабуе по телевизионния канал Rai 1 се появява и Де Грегори и двамата пеят песента на Де Грегори Alice.
След кратко турне в някои клубове и театри в Америка, Австралия и Далечния изток между 2014 и 2015 г., на 11 март 2015 г. Лигабуе обявява издаването на новия си концертен албум Giro del mondo („Обиколка на света“), съдържащ четири оригинални песни, включително C'è sempre una canzone („Винаги има песен“) и A modo tuo („По твой начин“) – негови творби и изпълнени напълно преаранжирани съответно от Лука Карбони и Елиза. Албумът е издаден на 14 април и е свидетелство за турнето Mondovisione Tour.
На 22 август 2015 г., приемайки поканата на концертмайстора Фил Манзанера, певецът участва във финалния концерт на Нощта на таранта в Мелпиняно, където изпълнява пред хиляди зрители две песни от традицията на Саленто: Ndo ndo ndo и Beddha ci dormi, и две песни от своя репертоар, преаранжирани за случая: Il muro del suono („Стената на звука„“) и Certe notti. Изпълнението е придружено от музикантите на фолклорния оркестър и други международни гости като Пол Симонон (исторически басист на Клаш), барабаниста Тони Алън, Раул Родригес и Анна Фийби, от самия Мандзанера, както и от Федерико Погиполини и Лучано Луизи.

### Събития Камповоло 2015 и Лига Рок Парк
На 6 май 2015 г. Лигабуе обяви пред пресата завръщането си на живо на Камповоло в Реджо Емилия по случай 25 години кариера, както и 20 години от публикуването на албума Buon compleanno Elvis, който окончателно го освещава като изпълнител.
На 19 септември 2015 г. на сцена от 700 m² и с  мегаекран от 780 m² той пее пред 151 395 зрители на концерт, продължил над три часа и половина, изпълнявайки изцяло песните от албума си Ligabue от 1990 г. с Клан Дестино и от албума си Buon compleanno Elvis с Ла Банда, както и някои от хитовете от албумите Mondovisione и Giro del mondo, придружен от групата Ла Група. Приходите от концерта в размер на над 7 млн. евро са едни от най-големите в историята на музикалните събития в Италия и на второ място след концерта на Васко Роси в Модена Парк 2017 в Модена на 1 юли 2017 г. от над 12 млн. евро.
На 22 септември 2015 г. Лигабуе е един от гостите на концертното събитие Rimmel 2015 на Франческо Де Грегори на Арена ди Верона, където дуетира с него и с други гости, включително с Джулиано Санджорджи и Елиза.
За 2016 г. певецът обявява концерт на 24 септември (към който е добавена втора дата на 25 септември) в Парка на Монца. Събитието, наречено Лига Рок Парк, възнамерява да пренесе опита на Камполово в парка на Монца по повод 25 г. от една от най-обичаните му песни – Urlando contro il cielo. Точно по време на Лига Рок Парк е записан един special, след което е излъчeн по телевизии ФОКС и ФОКС Лайф; той съдържа част от концерта в Монца, по време на който са изпълнени на живо четири оригинални песни от следващия студиен албум на певеца: G come giungla („Д като джунгла“), La vita facile („Лесният живот“), Dottoressa („Докторка“) и Ho fatto in tempo ad avere un futuro („Успях навреме да имам бъдеще“). Двата концерта имат обща публика от над 115 хил. души.

### Made in Italy: албум, турне и филм (2016 – 2018)
На 2 септември и 11 ноември 2016 г. излизат синглите G come giungla и Made in Italy, които предхождат новия му концептуален албум Made in Italy, който излиза на 18 ноември. Впоследствие е направен документален филм относно концепцията, създаването, аранжимента и записа на диска, излъчен по Фокс и Фокс Лайф същата вечер на излъчването на концерта-събитие Лига Рок Парк.
На 6 октомври 2016 г. са обявени първите дати от турнето, което Лигабуе ще направи в спортните зали на Италия през 2017 г., впоследствие увеличени. То трябва да започне от нулевата дата в Йезоло на 1 февруари, но поради оток на гласните му струни стартът е отложен за 14 февруари в Ачиреале. На 14 март обаче, по време на концерта в Медиоланум Форум в Асаго, певецът отново усеща проблем с гласните си струни, като на няколко пъти прекъсва концерта. От последвалите медицински прегледи става ясно, че страда от полип в лявата гласна връзка и трябва да се подложи на хирургическа операция и на период на почивка от няколко месеца. Останалите етапи от турнето се отлагат за септември, октомври и ноември.
През периода на пауза той режисира своя трети филм, Made in Italy, вдъхновен от едноименния албум, издаден през 2016 г. Снимките на филма започват на 12 юни и продължават седем седмици, завършвайки на 29 юли 2017 г. Той е с участието на Стефано Акорси и Кася Смутниак, и е пуснат в итлаианските кина на 25 януари 2018 г.
На 4 септември 2017 г. стартира отново турнето си Made in Italy Tour 2017 с общо 52 дати в 26 италиански спортни зали, като завършва на 4 ноември в Каляри. Изпълнителят позволява на зрителите по време на концерта да гледат предварително някои сцени от филма, предшестващ излизането му. 

### 2019: албумStartи турне по стадионите
След година почивка, на 11 януари 2019 г. Лигабуе издава своя нов сингъл Luci d'America („Американски светлини“), обявявайки издаването на 8 март на 12-тия си студиен албум Start. Той е последван от завръщането му на италианските стадиони с лятно турне, което има известен успех от гледна точка на публиката. На същия 8 март излиза и вторият сингъл от албума, Certe donne brillano („Някои жени блестят“). На 24 май излиза сингълът Polvere di stelle („Звезден прах“), с която Лигабуе открива концертите по стадионите през юни и юли. 
На 27 май той е гост на Пиаца дел Дуомо в Милано на „Radio Italia Live – Концертът“ и изпълнява Certe donne brillano, последвана от медли с неговите хитове Questa è la mia vita, Piccola stella senza cielo, Happy Hour, Tra palco e realtà и Urlando contro il cielo.

### Събитие30 anni in un (nuovo) giorno,албум7и бокс-сет77 + 7(2022)
На 11 ноември 2019 г. рокаджията публикува в социалните мрежи съобщението за завръщането си на Камповоло в Реджо Емилия, за да отпразнува 30-годишната си кариера. Той открива ново място, наречено RCF Arena, получено чрез обновяване на района, който преди това е домакин на много концертни събития (включително на първата му изява на Камповоло през 2005 г. и на концерта „Италия обича Емилия“, което той организира през 2012 г.). Събитието, първоначално насрочено за 12 септември 2020 г., поради Пандемията от COVID-19, е преместено за 19 юни 2021 г., а след това – за 4 юни 2022 г.
Все още на RCF Arena Лигабуе прави премиера на сингъла La ragazza dei tuoi sogni („Момичето на мечтите ти“) по Rai 1, който предшества новия му албум 7 и бокс сета от 77 сингъла "77 + 7", издадени на следващия 4 декември. Освен това, за да изненада феновете, на същото място той записва версия на живо на хита си Urlando contro il cielo с групите, свирили с него в 30-годишната му кариера. 
На 20 ноември 2020 г. излиза сингълът Volente o Nolente („Волю неволю“), отново взет от албума „7“, изпят в дует с Елиза, базиран на прослушване 14 г. по-рано. На 5 февруари 2021 г. излиза третият сингъл Mi ci pulisco il cuore („Ще си почистя сърцето с това“), а на 23 април 2021 г. е ред на Essere umano („Да бъдеш човек“).
През април 2022 г. певецът обявява завръщането си на Арена ди Верона за 3 концерта, които ще се проведат между 27 и 30 септември.
На 4 май, един месец след концерта на Камповоло, той издава изненадващ сингъл Non cambierei questa vita con nessun'altra („Не бих променил този живот с никой друг“).
На 4 юни 2022 г. Лигабуе отпразнува своите 30 (+2) години кариера със събитието 30 anni in un (nuovo) giorno („30 г. в един (нов) ден“) на RCF Arena пред 103 006 зрители на голям концерт с 32 песни, изпълнени за три часа заедно с гостуващи изпълнители като Лоредана Бертè, Еудженио Финарди, Франческо Де Грегори, Гадзел, Елиза и Мауро Пагани. Билетите за концерта за разпродадени, така че 3-те първоначални дати от 27, 29 и 30 септември се увеличават на 7, като се добавят 1 и 3 октомври и впоследствие 4 и 6 октомври.

## Други дейности
Дебютира като режисьор през 1998 г. с филма Radiofreccia – леко автобиографична история, пропита с меланхолия в последния ден от частно радиопредаване, чийто живот върви ръка за ръка с този на група приятели. Филмът е представен извън конкурса на Филмовия фестивал във Венеция, получава голямо признание на критиката и публиката и печели три Давид на Донатело (на Лигабуе за най-добър нов режисьор, на Стефано Акорси за най-добър актьор и наградата за най-добър саундтрак), две Сребърни ленти, един италиански Златен глобус и три Златни чака.
Четири години по-късно Лигабуе режисира Da zero a dieci („От нула до десет“) – историята на  четирима приятели, които се срещат след 20 г. за уикенд в Римини, за да направят равносметка за живота си. Филмът, избран да закрие Седмицата на критиците на Филмовия фестивал в Кан, не се радва на толкова добът прием на публика и критика като предишния му филм и донася на режисьора само номинация за Сребърна лента.
През 2003 г. Лигабуе е награден в Сен Венсан със Златна Грола за филмография.
В началото на 2006 г. той получава важно международно признание за Radiofreccia: филмът е излъчен в САЩ и влиза в постоянния филмов архив на Музея на модерното изкуство в Ню Йорк.
На 16 ноември 2006 г. Италианската награда за видеоклипове, организирана в сътрудничество с миланския Университет IULM, посвещава ден на Лигабуе, озаглавен „Лучано Лигабуе, цялостен изпълнител: от видеоклипове до кино“, по време на който са излъчени неговите филми и всичките негови видеоклипове.

През ноември 2006 г. той режисира и първия си музикален видеоклип: това е песента Gli ostacoli del cuore, която пише за Елиза.
На 27 май 2007 г. той пее на стадион „Сан Сиро“ за честванията на 15-тото скудето на Интер – отбор, на който е фен.
През 2009 г. е един от 5-те членове на журито, председателствано от Анг Лий, на 66-ия Международен филмов фестивал във Венеция, който присъжда престижната награда Златен лъв.
През юли 2010 г. е сред гостите на Филмовия фестивал „Джифони“ – годишният филмов фестивал за деца, където прави пред жури от тийнейджъри от 43 страни ежедневната сесия на майсторския клас, в края на която получава Наградата „Трюфо“.
През септември 2010 г. Лигабуе се завръща в кината с документалния филм Niente paura („Без страх“), режисиран от Пиерджорджо Гай, който разказва чрез песните и приноса на Лигабуе и чрез свидетелствата на известни личности и на непознати хора най-новата история на Италия.
На 23 ноември Лигабуе е удостоен с Награда „Де Сика“ за дейността си като режисьор в двореца Куирнале в Рим от президента на републиката Джорджо Наполитано.
На 7 декември 2011 г. по италианските кина излиза Campovolo 2.0 - Il film 3D, заснет по време на концерта на 16 юли 2011 г. на летище Камповоло в Реджо Емилия. Филмът проследява не само концертната вечер, но и фундаментални етапи от живота на изпълнителя.
На 12 юни 2017 г. той обявява на официалната си Фейсбук страница началото на снимките на третия си филм като режисьор. Филмът е озаглавен Made in Italy (подобно на най-новия му албум) и е заснет в Кореджо, Реджо Емилия, Новелара, Рим и Франкфурт в продължение на седем седмици. Филмът е с участието на Стефано Акорси, който играе в първия му филм Radiofreccia. Също така в сътрудничество с Акорси, на 12 октомври 2021 г. по RaiPlay излиза документаланата поредица от 7 епизода E' andata così-la serie, която разказва за 30-годишната кариера на Лигабуе и за миналото му.

### Литературна кариера
Лигабуе се радва на голям успех сред критиците и публиката в Италия със сборника от 43 разказа Fuori e dentro il Borgo („Извън и вътре в селището“) от 1997 г., спечелвайки, наред с други, наградата „О-в Прочида на Артуро-Елса Моранте“ и наградата „Град Фиезоле“. Други разкази са публикувани всяка година от 1994 г. в книгата-дневник „Змеморанда“ (Smemoranda).
Първият му роман La neve se ne frega („ На снега не му пука“), е представен през 2004 г. на Международния панаир на книгата в Торино от Франческо Пиколо, в Рим от Алесандро Барико и в Милано от Фернанда Пивано. Книгата, която получава авторитетното признание и потвърждава разказваческите му умения, веднага се изкачва на върха на класациите по продажби в Италия и като цяло е продадена в почти 200 хил. копия. Романът също така печели специалната награда „Фреджене“ за 2004 г., наградата „Фернанда Пивано“ и наградата „Джузепе Джакоза“. На 1 март 2008 г., по случай комикс панаира Mantova Comics, е представена графичният роман по книгата, написан от Матео Казали и нарисуван от Джузепе Камунколи.
На 28 май 2004 г. Лигабуе е удостоен с почетна степен от Университета в Терамо за издателска дейност, мултимедийна комуникация и журналистика. За случая той държи lectio magistralis, озаглавена „Времето на емоциите “, в която обяснява значението, което придава на начина си на общуване чрез музика, писане и кино.
На 3 октомври 2006 г. излиза Lettere d'amore nel frigo („Любовни писма в хладилника“) – сборник от 77 стихотворения, написани през 2003 г., с които Лигабуе се опитва да даде воля на това, което е бил определен период от живота си, без да се налага да комбинира думи и музика или да бъде разбираем на всяка цена. Представена от автора в много италиански университети, книгата веднага се качва на първите места в класациите по продажби в страната и получава голямото одобрение както на читателите (някои от тези стихотворения всъщност се четат от автора по време на театралното му турне), така и на критиката.
На 13 април 2012 г. той издава своя нов сборник с 13 разказа, озаглавен Il rumore dei baci a vuoto („Шумът на напразните целувки“). 
На 10 май 2016 г. излиза сборникът му с разкази Scusate il disordine („Извинете за бъркотията“).

### Социална и политическа ангажираност
Винаги от Левицата, Лигабуе е общински съветник в родния си град Кореджо: избран през юни 1990 г. като независим член на групата „Италианска комунистическа партия“ (PCI), която по-късно става „Демократическа партия на левицата“ (PDS), той участва само в шест заседания на Общинския съвет за две години, преди да подаде оставка, за да поеме по пътя към успеха като изпълнител. Неговата чувствителност към социалните проблеми обаче остава и се проявява не само в благотворителните инициативи, в които участва, но и в историите, разказани в неговите песни, книги и филми. В това отношение трябва да се споменат песните му A che ora è la fine del mondo? от 1994 г. (кавър на It's the end of the world на Ар И Ем), Buonanotte all'Italia от 2007 г. и Gringo (в две версии – от 1991 и от 1994 г., вдъхновена от фигурата на Роналд Рейгън).
Добре известната му резервираност не му попречва да участва в инициативи със силна политическа и социална стойност като участието му в Първомайските концерти през 1992 и 2006 г. в Рим и в събитието на Пиаца дел Куиринале в Рим на 25 април 2015 г. за годишнината от Освобождението на Италия .
През 1999 г. Лигабуе заедно с Джованоти и Пиеро Пелу записва песента Il mio nome è mai più (приходите от която са предназначени за Emergency), за да даде силен пацифистки сигнал срещу решението на правителството да участва във войната в Косово.
През юли 2005 г.  участва в Live8 (серия от безплатни концерти на G8), организиран за повишаване на осведомеността сред западните правителствени ръководители по въпросите, засягащи Третия свят.

Песента Una vita da mediano („Живот като [футболен] защитник“) е използвана като саундтрак за представянето на кандидатурата на Романо Проди за министър-председател през 2006 г.
През лятото на 2007 г., чрез излъчване в продължение на 24 часа на кавър на природозащитната песен на Пиеранджело Бертоли Eppure soffia, Лигабуе дава моралната си подкрепа на Live Earth – събитие, организирано от Ал Гор за опазване на здравето на Земята (спектакълът след това е използван през 2008 г. като саундтрак за рекламен клип на Министерството на околната среда на Италия).
Също през 2007 г., на 8 септември, Лигабуе се присъединява към V-Day на Бепе Грило с видео, в което критикува политическата система в Италия. 
По повод турнето си Ellesette през зимата на 2007 г. Лигабуе се присъединява към проекта Impatto Zero на LifeGate, което позволява създаването на 152906 m² гора в Коста Рика. Този ангажимент към LifeGate се подновява с всяко турне на изпълнителя, свързано освен това със създаването на общност за споделено пътуване, която позволява да се намерят спътници, за да се стигне до местата на концертите, като по този начин се намаляват емисиите на CO2 и трафикът.
През 2008 г. певецът прави два концерта (глас и китара) срещу мафията за асоциацията Libera на Дон Луиджи Чоти.
През 2009 г. участва в сингъла Domani 21 / 04.2009, приходите от който отиват в благотворителния фонд „Да спасим изкуството в Абруцо“.
На 21 септември 2009 г. подписва призива за свобода на пресата в Италия, пуснат на страниците и на уебсайта на вестник „Ла Република“ от юристите Франко Кордеро, Стефано Родота и Густаво Загребелски след призовката пред съда на същия вестник от страна на премиера Силвио Берлускони.
По повод на протестите и демонстрациите през есента на 2010 г., предизвикани от предложената реформа на училищната и университетската система на Законопроект „Джелмини“, Лигабуе изразява своята солидарност с изследователите и студентите, като заявява, че най-накрая младите хора изразяват тревогата си за своето бъдеще. Освен всичко друго има конференция в Университета на Реджо Емилия и в Ливорно, паралелно с прожекцията на документалния филм Niente paura („Без страх“).
На 12 април 2011 г. участва с почитаемата Рита Борселино в среща-дебат в офиса на Европейския парламент в Брюксел на тема „Италия, която не се предава. Италия, която не се страхува да гледа към бъдещето и към Европа“.
На 22 септември 2012 г., заедно с още 13 италиански изпълнители, Лигабуе взима участие в „Италия обича Емилия“ – концерт-събитие за набиране на средства за населението на Емилия, засегнато от две сериозни земетресения през май 2012 г. Концертът се провежда на Камповоло в Реджо Емилия пред 150 000 души. От концерта са взети DVD и книга, приходите от които са дарени за благотворителност в подкрепа на същата кауза.
На 3 юни Лигабуе участва в Музикални награди „Уинд“ 2013, излъчени на живо по Rai 1, където заедно с други певци получава специална награда за ангажимента и постигнатите резултати в подкрепа на населението на Емилия. Лигабуе изнася реч на наградите, бидейки жител на емилианския град Кореджо и популяризатор на събитието чрез туит, на който след това отговарят няколко италиански певци.

## Личен живот
На 4 януари 1991 г. в кметството на родния си град Кореджо той се жени за Донатела Месори, от която през 1998 г. има син Лоренцо Лени. Двамата се развеждат през 2002 г. На 7 септември 2013 г. в кметството в Кореджо се жени за бившата си физиотерапевтка Барбара Поцо – блогърка и писателка, от която през 2004 г. има втората си дъщеря Линда. Изборът на имена на децата му не е случаен, а е продиктуван от суеверие: наскоро Лигабуе заявява, че вярва, че изборът да нарече децата си с имена, започващи със същата буква като неговата, носи късмет.

## Дискография

### Студийни албуми
- 1990 – Ligabue
- 1991 – Lambrusco coltelli rose & pop corn
- 1993 – Sopravvissuti e sopravviventi
- 1994 – A che ora è la fine del mondo?
- 1995 – Buon compleanno Elvis
- 1999 – Miss Mondo
- 2002 – Fuori come va?
- 2005 – Nome e cognome
- 2010 – Arrivederci, mostro!
- 2013 – Mondovisione
- 2016 – Made in Italy
- 2019 – Start
- 2020 – 7

### Концертни албуми
- 1997 – Su e giù da un palco
- 2003 – Giro d'Italia
- 2009 – Sette notti in Arena
- 2011 – Campovolo 2.011
- 2015 – Giro del mondo

### Сборни албуми
- 2007 – Primo tempo
- 2008 – Secondo tempo
- 2020 – 77+7

## Филмография

### Режисура

#### Игрални филми
- Radiofreccia (1998)
- Da zero a dieci (2002)
- Made in Italy (2018)

#### Музикални видеоклипове
- Gli ostacoli del cuore (2006), музикален видеоклип на песента, пята от Елиза

### Участия
- Partigiani на Давиде Ферарио (документален филм за Италианската съпротива), 1997
- Fernanda Pivano: A Farewell to Beat на Лука Факини, 2001
- Il re di bastoni на Алдо Юлиано, 2006
- Il dovere di ricordare - Riflessioni sulla Shoah на Мони Овадия, 2009
- Niente Paura (2010), реж. Пиерджорджо Гай

## Литературно творчество
- Luciano Ligabue, Fuori e dentro il borgo, Milano, Baldini & Castoldi, април 1997 – сборник с разкази
- Luciano Ligabue, La neve se ne frega, Milano, Feltrinelli, май 2004
- Luciano Ligabue, La neve se ne frega, Milano, Feltrinelli, септември 2005 – роман, излязъл и във версия на комикс като Matteo Casali, Giuseppe Camuncoli, La neve se ne frega, Modena, Panini Comics, 2008
- Luciano Ligabue, Lettere d'amore nel frigo, Torino, Einaudi, 2006 – колекция от 77 стихотворения, някои от които са прочетени от Лигабуе по време на театралното му турне през 2006 г.
- Luciano Ligabue, Il rumore dei baci a vuoto, Torino, Einaudi, април 2012 – сборник с разкази
- Luciano Ligabue, Scusate il disordine, Torino, Einaudi, май 2016 – сборник с разкази
- Luciano Ligabue e Massimo Cotto, È andata così - Trent'anni come si deve, Mondadori, 2020 – автобиография
- Luciano Ligabue, Una storia, Mondadori, 2022 – автобиография

## Награди и признания

### Музика
1990
- Фестивалбар - Зелен диск с песента Balliamo sul mondo
- Световни музикални награди - най-добър италиански певец

1996
- Плакет „Тенко“ за най-добра песен на годината с Certe notti
- Фестивалбар - специална награда
- PIM - Италианска музикална награда за най-добър албум с Buon compleanno Elvis
- PIM - Италианска музикална награда за най-добра песен с Certe notti
- PIM - Италианска музикална награда за най-добър певец
- Telegatto за най-добър филм

1997
- PIM - Италианска музикална награда за най-добро турне
- Telegatto- специална награда

1999
- Сребърна лента за песента Ho perso le parole
- PIM - Италианска музикална награда за най-добра песен с Ho perso le parole
- Ciak d'oro за най-добър саундтрак за филма Radiofreccia
- Награда Tutto за най-добра песен на 90-те г. за Certe Notti
- Telegatto за най-добър албум

2000
- PIM - Италианска музикална награда за най-добра песен с Il mio nome è mai più
- PIM - Италианска музикална награда на-добър албум с Miss Mondo
- Награда IFPI платнинен европейски диск за албума Buon compleanno Elvis
- Награда „Лунеция“ за албума "Miss Mondo"
- Telegatto за най-добър певец на годината
- Плакет „Тенко“ за най-добра песен на годината с Ho ancora la forza (написана с Франческо Гучини)
- Фестивалбар - най-добър албум за Miss Mondo
- Награда Fatti di Musica за най-добро турне

2001
- Италианска музикална награда (Italian Music Award) за най-добро турне
- PIM - Италианска музикална награда за най-добър певец
- PIM - Италианска музикална награда за най-добро турне

2002
- Ciak d'Oro за най-добър саундтрак за филма Da zero a dieci
- Фестивалбар - абсолютен победител с песента Tutti vogliono viaggiare in prima
- Италианска музикална награда за най-добър албум с Fuori come va?
- Италианска музикална награда за най-добър певец-изпълнител
- Италианска музикална награда за най-добро турне

2003
- Награда „Италиански видеоклип“ (Premio Videoclip Italiano) за най-добра творческа видеография за албума Fuori come va?
- Награда „Чампи“ (Premio Ciampi) за най-добър албум на годината с Giro d'Italia

2005
- Платинен билет (Biglietto di platino) за концерта на Камповоло
- Европейски рекорд за продадени билети за концерт на един изпълнител за концерта на Камповоло
- Първи в света по брой продадени билети за един концерт според класацията на американското списание Pollstar, за концерта на Камповоло

2006
- Фестивалбар - абсолютен победител с песента Happy Hour
- Награда „Чампи“, присъдена му от SIAE
- Венециански музикални награди (Venice Music Awards) - награда "Assomela" - Златна ябълка

2007
- Музикална награда „Уинд“ (Wind Music Award) за DVD на годината с Nome e cognome tour 2006

2008
- Музикална награда „Уинд“за албума Primo tempo за брой продадени копия
- Il senso di una vita - разде „Музика“

2009
- Музикална награда „Уинд“за албума Secondo tempo за брой продадени копия
- Награда „Арена ди Верона“ за това, че успя да смеси енергията на рока с класическия дух на оркестъра на Арена ди Верона

2010
- Музикална награда „Уинд“ - Мултиплатинено CD с албума Arrivederci, mostro! за брой продадени копия
- Музикална награда „Уинд“- Платинено CD с албума Sette notti in Arena за брой продадени копия[69].
- Музикална награда „Уинд“ - Награда „Мултиплатина за дигитални песни“ с Domani 21.04/2009 (с други 56 певци)
- Tour dell'anno на сп. Sound & Lite
- Най-добър сингъл с Un colpo all'anima за потребителите на Ай Тюнс
- Най-добър албум с Arrivederci, mostro! за потребителите на Ай Тюнс

2011
- TRL Awards - Too Much Award
- Музикална награда „Уинд“ - Мултиплатинено CD с албума Arrivederci, mostro!
- Музикална награда „Уинд“- Награда „Платинени дигитални песни“ с Un colpo all'anima
- Музикална награда „Уинд“ - най-добър италиански певец
- Плакет „Тенко“
- Награда за Италиански видеоклип с Ci sei sempre stata
- Onstage Award - най-добро събитие на живо с Campovolo 2.0

2012
- Музикална награда „Уинд“ за "Campovolo 2.011" мултиплатинен диск
- "Rockol Awards" за най-добър концерт на 2011 с Campovolo 2.011
- "Rockol Awards" за най-добро видео с Ci sei sempre stata

2014
- Music Award Premio EarOne Airplay за италиански изпълнител с най-много радио излъчвания
- Музикална награда (Music Award) - мултиплатинено CD с албума Mondovisione
- Музикална награда - Награда "Top of the music" FIMI с Mondovisione като най-продаван албум на 2013
- Музикална награда- платина със сингъла Il sale della Terra

2015
- Музикална награда „Уинд“ - Награда EarOne Airplay за италиански изпълнител с най-много радио излъчвания
- Музикална награда „Уинд“ - „Платинено CD“ с албума Giro del mondo
- Музикална награда „Уинд“ - „Специална награда“ с албума Buon compleanno Elvis 2016
- Onstage Award - Награда за най-добро събитие на живо с Campovolo 2015
- Onstage Award - Златен билет с Campovolo 2015

2016
- Златен Павароти 2016

2017
- Музикална награда „Уинд“ - Мултиплатинена награда с албума Made in Italy 2017
- Музикална награда „Уинд“ - Мултиплатинена награда с Made in Italy tour 2017

2019
- Музикална награда Seat с албума Start
- RTL 102.5 Power HitStory 2019
- Най-добър певец на Емилия-Романя[70]
- Награда „Пиеранджело Бертоли“[71]

### Кино
1999
- "Давид на Донатело" като най-добър дебютиращ режисьор с Radiofreccia
- "Сребърна лента" като най-добър дебютиращ режисьор с Radiofreccia
- Награда „Флаяно“ за режисура с Radiofreccia
- "Златен глобус" с Radiofreccia
- "Ciak d'oro" за най-добра първа творба с Radiofreccia
- "Ciak d'oro" за най-добър саундтрак с Radiofreccia
- "Ciak d'oro" за най-добър филм на VHS с Radiofreccia

2002
- Ciak d'oro за най-добър саундтрак с Da zero a dieci

2003
- "Grolla d'oro" за филмография

2010
- Награда „Truffaut" на Филмовия фестивал „Джифони“
- Награда „Де Сика“

2018
- "Най-добър филм за сезона" на BCT - Национален фестивал на киното и на телевизията -  град Беневенто за Made in Italy
- "Най-добър режисьор за сезона" на BCT - Национален фестивал на киното и на телевизията - град Беневенто за Made in Italy
- "Специална кино нахрада" на Фестивала Agrirock Collisioni на Бароло за Made in Italy
- "Superciak d'oro"
- Сребърна лента за най-добра тема с Made in Italy
- "Награда Behind the Camera с Made in Italy
- Награда за кариера на Baff с Made in Italy

### Други
- Наименуване на крайбрежната алея на община Капо д'Орландо, 2002
- Специална награда за Италиански видеоклип като „цялостен и синестезиен творец“, 2006
- Награда като най-добър видеоклип с Il Mio Pensiero (2008), реж. Марко Салом, получена от Mediastars
- Награда „Специална почит към Аугусто Даолио“ за хуманната му заангажираност през 2008 г.
- Награда „Киара“ - Думите на музиката 2012
- Награда „Пико дела Мирандола“ - 2015